# Mellantjärnen, Västerbotten
Mellantjärnen är en sjö i Skellefteå kommun i Västerbotten och ingår i Byskeälvens huvudavrinningsområde.